# Timbuktu (pel·lícula de 2014)
Timbuktu és una pel·lícula franco-mauritana de 2014 dirigida per Abderrahmane Sissako.
Fou seleccionada pel Festival de Cinema de Canes de 2014, on va competir per la Palma d'Or i va guanyar el Premi del Jurat Ecumènic. També fou nominada per l'Oscar a la millor pel·lícula de parla no anglesa de 2014. L'obra es va doblar al català.
La pel·lícula mostra Timbuctu sota l'ocupació d'un grup de gihadistes afins a Al-Qaida que pertanyen a l'organització islamista Ansar Dine.

## Argument
Un grup armat pertanyent a l'organització islamista Ansar Dine arriva a Timbuctu i imposa les seves estrictes normes als habitants de la regió: les dones són obligades a cobrir-se cap i cames i a posar-se guants en espais públics; els pantalons curts, la tele, la radio, el futbol, l'alcohol i la música són així mateix prohibits.
Als afores de Timbuctu, un pescador mata a una vaca que s'ha enredat amb la seva xarxa estesa al riu. Issan, que no ha pogut salvar la vaca, retorna plorant cap a casa i explica la desgràcia al seu pare. Ell, malgrat la insistència de la seva esposa, pren un revòlver i se'n va a la recerca del pescador. Ambdós adults es barallen al riu fins que un tret del revòlver posa fi a la vida del pescador.
El gihadistes capturen a Kidane -el pare de la humil família de nòmades- abans que aquest pugui retornar a casa. Acusat d'assassinat i regint-se per la xaria, els gihadistes el condemnen a entregar 40 vaques si vol evitar una sentència a mort que només la família del pescador podria evitar en cas que el perdonin.
Kidane disposa de només 7 vaques i no pot evitar així la seva condemna a mort. Abans que l'execució tingui lloc, la seva esposa aconsegueix venir-lo a veure ajudada per un còmplice que la condueix amb moto, però abans que la parella arribi a ajuntar-se, ambdós són tirotejats pels gihadistes, deixant orfes als seus dos fills que ploren desolats entre les dunes del desert maurità.

## Repartiment
- Abel Jafri
- Hichem Yacoubi
- Toulou Kiki
- Pino Desperado
- Kettly Noël
- Fatoumata Diawara

## Premis i nominacions

### Premis
- 2014: Festival de Cinema de Canes, Premi del Jurat Ecumènic i Premi François Chalais.
- 2015: César a la millor pel·lícula
- 2015: César al millor director per Abderrahmane Sissako
- 2015: César al millor guió original per Abderrahmane Sissako i Kessen Tall
- 2015: César a la millor fotografia per Sofian El Fani
- 2015: César a la millor música original per Amin Bouhafa
- 2015: César al millor so per Philippe Welsh, Roman Dymny i Thierry Delor
- 2015: César al millor muntatge per Nadia Ben Rachid

### Nominacions
- 2014: Palma d'Or
- 2015: Oscar a la millor pel·lícula de parla no anglesa
- 2015: César al millor disseny de producció per Sebastian Birchler